# Plac Musztry (Włodawa)
Plac Musztry – część miasta Włodawa w Polsce położona w województwie lubelskim, w powiecie włodawskim, w gminie miejskiej Włodawa.